# UN-Sonderberichterstatter zum Klimawandel
Die Stelle des Sonderberichterstatters zum Klimawandel (englisch Special Rapporteur on climate change) wurde 2021 vom UN-Menschenrechtsrat geschaffen, um die wirtschaftlichen, sozialen, kulturellen und ökologischen Folgen des Klimawandels mit ihren negativen Auswirkungen auf die Förderung und den Schutz der Menschenrechte und die Verwirklichung der Agenda 2030 zu beobachten und Empfehlungen für Gegenstrategien zu geben.

## Das UN-Mandat
Das Mandat des Sonderberichterstatters für die Förderung und den Schutz der Menschenrechte unter den Bedingungen des Klimawandels wurde vom UN-Menschenrechtsrat im Oktober 2021 festgelegt (RES/48/14). Im März 2022 wurde der tuvaluische Diplomat Ian Fry zum ersten Sonderberichterstatter zum Klimawandel ernannt.
Der Sonderberichterstatter soll untersuchen und ermitteln, wie sich der Klimawandel auf die uneingeschränkte und wirksame Wahrnehmung der Menschenrechte auswirkt, und Empfehlungen geben, wie diese negativen Auswirkungen bei der Politikgestaltung, der Gesetzgebung und den Plänen zur Bekämpfung des Klimawandels entgegengewirkt werden kann gestärkt werden kann.
Er soll den Austausch von Erfahrungen und bewährten Praktiken fördern, die insbesondere auch geschlechtergerechte, altersgerechte und behindertengerechte Sichtweisen berücksichtigen und indigenes und lokales traditionelles Wissen einbeziehen soll.
Menschen, die in Entwicklungsländern leben, sind durch den Klimawandel häufig bereits heute spürbar und stärker betroffen, insbesondere die am wenigsten entwickelten Länder, die kleinen Inselstaaten unter den Entwicklungsländern und die Binnenstaaten unter den Entwicklungsländern. Hier soll der Sonderberichterstatter die weltweite Zusammenarbeit fördern.
Der Sonderberichterstatter legt jedes Jahr Berichte beim Menschenrechtsrat bei der UN-Generalversammlung vor. Der Sonderberichterstatter soll sowohl den Regierungen der Staaten bei der Erfüllung ihrer Menschenrechtsverpflichtungen helfen, wie auch den Zivilgesellschaften Beratung und Unterstützung anbieten.
Der Sachverständige ist kein Mitarbeiter der Vereinten Nationen, er wird von der UN mit einem Mandat beauftragt, für das ein vom UN-Menschenrechtsrat verabschiedeter Verhaltenskodex gilt. Der unabhängige Status des Mandatsträgers ist für die unparteiische Wahrnehmung seiner Aufgaben wesentlich. Die Amtszeit eines Mandats ist auf maximal zweimal drei Jahre begrenzt.

## Amtsinhaber
- 2022–2024 Ian Fry  Tuvalu
- seit 2024 Elisa Morgera  Italien

## Publikationen (Auswahl)
- A/HRC/53/34: Providing legal options to protect the human rights of persons displaced across international borders due to climate change, 18. April 2023
- A/77/226: Promotion and protection of human rights in the context of climate change, 26. Juli 2022
- Video vom UN-Menschenrechtsrat: Climate change and human rights: United Nations-appointed independent expert Ian Fry speaks out, 23. Oktober 2022